# Ignace IV d'Antioche
Ignace IV (en arabe : إغناطيوس الرابع), né Habib Hazim (en arabe : حبيب هزيم) le 4 avril 1920 dans le village de Muharda, près de Hama en Syrie et mort le 5 décembre 2012 à Beyrouth, fut le patriarche orthodoxe d’Antioche du 2 juillet 1979 jusqu’à sa mort.

## Biographie
Né dans le village syrien de Muharda près de Hama, Ignace IV Hazim a grandi dans une famille orthodoxe très pieuse. Il a suivi des études de littérature au Liban. L'un des fondateurs du mouvement de la jeunesse orthodoxe, en 1942, Mgr Hazim est devenu diacre en 1945, et s'est rendu en France en 1949 pour des études de liturgie. De retour au Liban, il a fondé l'Institut de liturgie orthodoxe, dont il était le doyen, à l’université de Balamand (Liban-Nord). Devenu évêque en 1962, il a été élu quelques années plus tard métropolite de Lattaquié, en Syrie.
Il a été élu comme 157e patriarche d'Antioche en juillet 1979 et intronisé dans la cathédrale de Marie à Damas selon un portrait fourni par le patriarcat.
L'Église grecque-orthodoxe d'Antioche est l'une des quatorze églises autocéphales rassemblées au sein de la Communion orthodoxe orientale. Elle compte environ un million de fidèles, soit la vaste majorité des chrétiens de Syrie.
Il a publié de nombre ux livres et articles de théologie, qui lui valent un titre de docteur honoris causa d'une université de Paris et d'une université de Minsk, en Biélorussie.

## Ouvrages
- Sauver la création, suivi de trois essais sur la rencontre des Églises et des religions, Paris, DBB (Théophaniess), 1989